# Horistonotus sericeus
Horistonotus sericeus là một loài bọ cánh cứng trong họ Elateridae. Loài này được Champion mô tả khoa học năm 1897.